# Ladevèze-Ville
Ladevèze-Ville (gaskognisch: La Devesa Vila) ist eine französische Gemeinde mit 214 Einwohnern (Stand 1. Januar 2022) im Département Gers in der Region Okzitanien (bis 2015 Midi-Pyrénées); sie gehört zum Arrondissement Mirande und zum Gemeindeverband Bastides et Vallons du Gers. Die Bewohner nennen sich Ladevéziens/Ladevéziennes.

## Geografie
Ladevèze-Ville liegt rund 28 Kilometer westlich von Mirande und 33 Kilometer nördlich von Tarbes im Westen des Départements Gers an der Grenze zum Département Hautes-Pyrénées. Die Gemeinde besteht aus Weilern, zahlreichen Streusiedlungen und Einzelgehöften.
Nachbargemeinden sind Saint-Aunix-Lengros im Norden, Ladevèze-Rivière im Nordosten und Osten, Armentieux im Südosten, Labatut-Rivière (im Département Hautes-Pyrénées) im Süden und Westen sowie Tieste-Uragnoux im Westen und Nordwesten.

## Bevölkerungsentwicklung
| Jahr                       | 1793 | 1821 | 1954 | 1962 | 1968 | 1975 | 1982 | 1990 | 1999 | 2006 | 2011 | 2016 |
| Einwohner                  | 680  | 756  | 204  | 205  | 241  | 281  | 254  | 250  | 249  | 261  | 267  | 249  |
| Quellen: Cassini und INSEE |      |      |      |      |      |      |      |      |      |      |      |      |

## Sehenswürdigkeiten
- Glockenturm und Überreste der Kirche La Madeleine bei Labarthère
- Kirche Notre-Dame in Castex
- Kapelle Saint-Pierre im Süden der Gemeinde
- Madonnenstatue in Labarthère
- zahlreiche Wegkreuze
- Denkmal für die Gefallenen[1]